# Tatraea macrospora

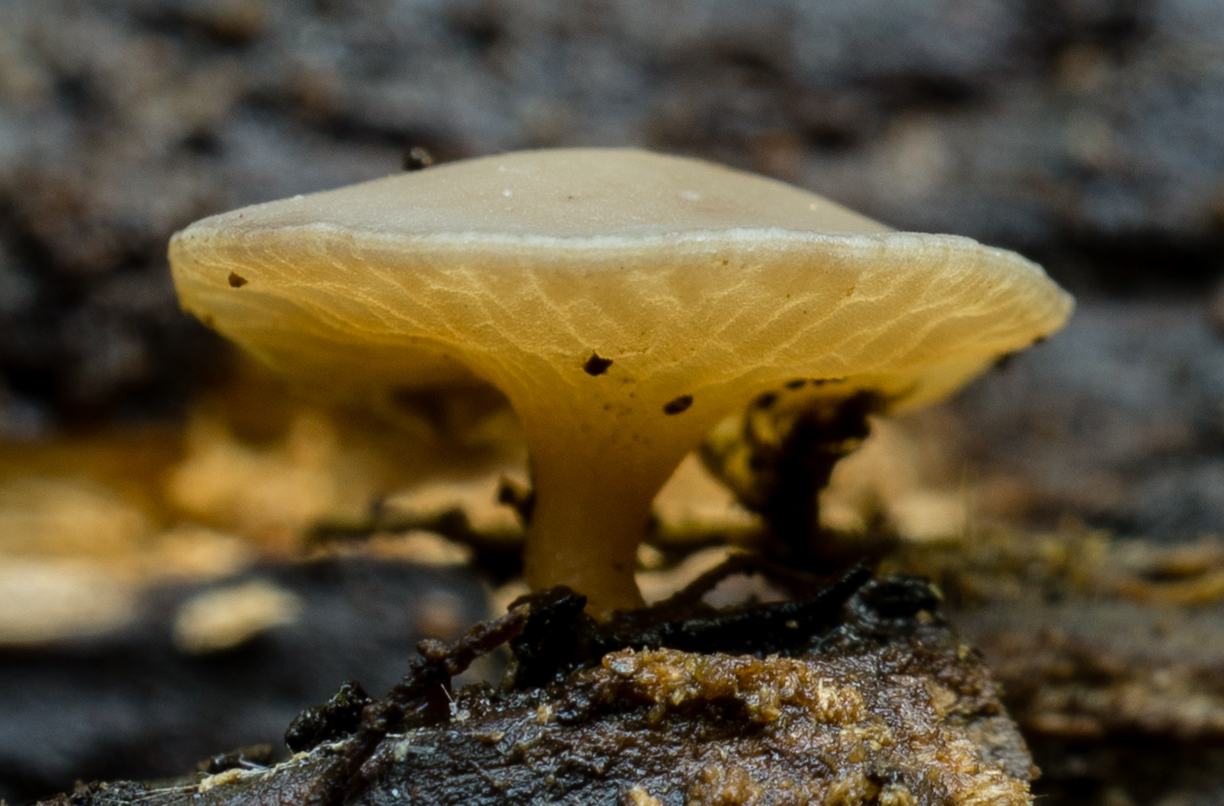
Na dużym, twardym kawałku drewna w wilgotnym miejscu nad potokiem.

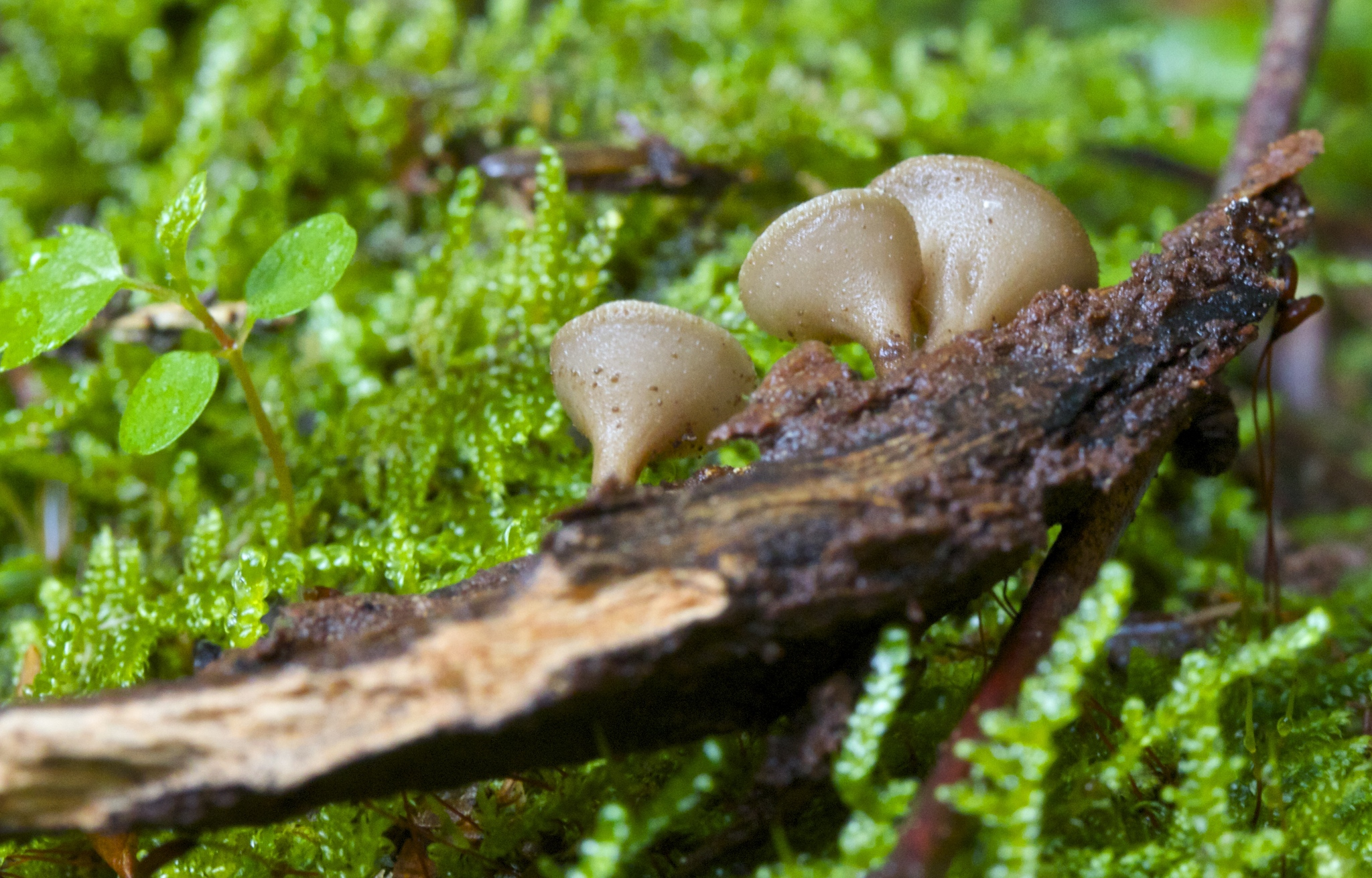

Tatraea macrospora (Peck) Baral – gatunek grzybów z rzędu tocznikowców (Helotiales).

## Systematyka i nazewnictwo
Pozycja w klasyfikacji według Index Fungorum: Tatraea, Helotiaceae, Helotiales, Leotiomycetidae, Leotiomycetes, Pezizomycotina, Ascomycota, Fungi.
Po raz pierwszy takson ten zdiagnozował w roku 1874 Charles Horton Peck, nadając mu nazwę Helotium macrosporum. Obecną, uznaną przez Index Fungorum, nazwę nadał mu w roku 1999 Hans-Otto Baral. 
Synonimy naukowe:

- Calycina macrospora (Peck) Kuntze [jako 'macrosporia'] 1898
- Ciboria peckiana (Cooke) Korf 1971
- Ciboria peckiana f. gigaspora (Korf) Korf 1970
- Ciboria peckiana f. novoguineense Spooner 1987
- Helotium macrosporum Peck [jako 'macrosporium'] 1874
- Peziza peckiana Cooke 1875
- Rutstroemia macrospora (Peck) Kanouse 1940
- Rutstroemia macrospora f. gigaspora Korf 1959

## Morfologia
Owocnik
Pojedynczy ma średnicę około 5–15 mm, owocniki najczęściej występują w małych lub dużych grupach, tylko sporadycznie występujące jako samotne owocniki. Kształt miseczkowaty lub płaski, górna powierzchnia gładka, blado-szara do szaro-białej. Dolna powierzchnia jest delikatnie szorstka, podobna kolorem do górnej. Trzon do 15 mm długości i 1,5 mm szerokości, niekiedy znacznie krótszy, gładki lub delikatnie owłosiony, kolorystycznie zbliżony do górnej powierzchni.
Cechy mikroskopowe
Worki cylindryczne o rozmiarach około 155–185 × 11–16 µm. Wstawki o szerokości 2–3 µm, nierozgałęzione, szkliste, nie powiększone na końcu. Zarodniki wrzecionowate wąskie, podłużne, zwykle nieco spłaszczone z jednej strony i z tendencją do lekko spiczastych końców, czasami zawierające rząd 4–8 dużych kropli oleju, między którymi ostatecznie pojawiają się przegrody. Zarodniki mają wymiary  22–34 × 6–8 µm.

## Występowanie i siedlisko
Saprotrof. Występuje od lata do jesieni na twardych częściach rozkładających się pniaków, kłód i zwalonych gałęzi gatunków liściastych o twardym drewnie, rzadko iglastych. Występuje w Ameryce (Południowej, Środkowej i Północnej), Azji Południowej, Australazji i Japonii. Znaleziono go także w Szwecji.